# Пол Бах-і-Ріта
Пол Бах-і-Ріта (4 квітня 1934 — 20 листопада 2006) — американський нейробіолог, який спеціалізувався на дослідженні нейропластичності. Бах-і-Ріта був одним із перших, хто серйозно досліджував ідею нейропластичності (хоча вперше вона була запропонована наприкінці 19 століття) і представив сенсорну заміну як інструмент для лікування пацієнтів з неврологічними розладами.
Бах-і-Рита відомий як «батько сенсорного заміщення» і один з перших дослідників нейропластичності.

## Біографія
Бах-і-Ріта народився 4 квітня 1934 року в Нью-Йорку в родині Енн Хайман і Педро Бах-і-Ріта, останній був каталонським поетом і викладачем у Міському коледжі Нью-Йорка. Він навчався у Вищій школі науки Бронкса, яку закінчив у віці п'ятнадцяти років, а потім навчався в Коледжі Мехіко (нині Університет Америки в Пуеблі). Після початкової освіти він вивчав медицину в Університеті Національної Автономії Мексики (UNAM). Спочатку він кинув навчання, пройшовши кілька різних робіт, але пізніше повернувся, щоб отримати диплом.
Отримавши диплом, Бах-і-Ріта недовго працював лікарем у селі Тільзапотла в Морелосі, Мексика, а потім десять років працював у Інституті дослідження очей Сміта-Кеттвелла в Сан-Франциско, ставши професором у 37 років. Він приєднався до Університету Вісконсіна-Медісона в 1983 році та став професором Медичної школи UW, кафедри ортопедії та реабілітаційної медицини та Інженерної школи UW-Медісона, кафедри біомедичної інженерії, одночасно працюючи в інших організаціях по всьому світу.
Бах-і-Ріта помер у своєму будинку 20 листопада 2006 року.

## Робота в області сенсорної заміни та нейропластичності
Найвідоміші дослідження Баха-і-Ріти були в галузі нейропластичності. Він був першим, хто запропонував концепцію сенсорної заміни для лікування пацієнтів з обмеженими можливостями, часто спричиненими неврологічними проблемами.

### Компенсація сліпоти
Одним із перших застосувань сенсорної заміни, який він створив, був спеціальний стілець, який дозволяв сліпим людям «бачити». Випробування, які він провів у 1969 році зараз вважаються першою формою експериментального доказу нейропластичності та можливості сенсорної заміни.
Стілець, який він використовував, мав групу з чотирьох сотень вібруючих пластин, які лежали на спині сліпого користувача та вібрували у зв'язку з камерою, розміщеною над кріслом, дивлячись вперед. Схема, за якою відбувалася стимуляція, дозволяла користувачеві «бачити», часто вміючи розпізнати об'єкт, що наближається до камери. Бах-і-Ріта припустив, що це приклад нейропластичності, оскільки він вважав, що сигнали, які надсилаються в мозок від шкіри через дотик, обробляються в зоровій корі головного мозку через те, як пацієнти інтерпретують інформацію.

### Лікування розладів рівноваги
Пізніше у своїй кар'єрі Бах-і-Ріта створив пристрій, який дозволив пацієнтам із пошкодженими вестибулярними ядрами відновити здатність зберігати рівновагу за допомогою електростимулятора, розміщеного на язиці, який реагував на датчик руху, прикріплений до пацієнта. Ця програма дозволяла пацієнтам залишатися збалансованими без обладнання після кількох тижнів використання.
Пристрій, який він створив (тепер продається як Brainport), складається з групи акселерометрів, розташованих на пацієнті та підключених до комп'ютера. Інформація обробляється та подається на маленьку пластинку, яка розташовується на язиці пацієнта (язик використовується через високу щільність сенсорних рецепторів). Пристрій стимулює різні ділянки язика в залежності від орієнтації акселерометрів. Ця стимуляція дозволяє пацієнту залишатися врівноваженим.
Після використання пристрою протягом кількох тижнів пацієнт повністю вилікувався, демонструючи ще одне застосування нейропластичності в лікуванні неврологічних розладів, а також здатність мозку адаптуватися до повторюваних подразників. Також було створено подібний пристрій, який дозволяє пацієнту бачити за допомогою камери, прикріпленої до його чи її голови та передачі інформації на язик.

### Дослідження нейропластичності для лікування пацієнтів з інсультом
У 1959 році батько Бах-і-Ріти, Педро, переніс ішемічний інсульт, який спричинив параліч однієї сторони його тіла та погіршив його здатність говорити. Джордж Бах-і-Ріта — психіатр і брат Пола — зумів вилікувати Педро, щоб він міг вести нормальний спосіб життя, незважаючи на думку лікарів, що це неможливо.
Коли Педро помер, розтин, проведений доктором Мері Джейн Агілар, виявив, що батько Пола, Педро, переніс обширний інсульт, який пошкодив велику частину стовбура мозку, який не відновився після інсульту. Той факт, що він зробив таке значне відновлення, свідчить про те, що його мозок реорганізувався, надаючи докази нейропластичності.

## Публікації
- Nonsynaptic diffusion neurotransmission and late brain reorganization, New York, Demos, 1995
- Brain Plasticity as a Basis of Sensory Substitution, Journal of Neurologic Rehabilitation, 1987
- Recovery of Function Following Brain Injury: Theoretical Considerations, H Huber Verlag, Bern, 1979, ISBN 9783456306032
- Brain mechanisms in sensory substitution, New York, Academic Press, 1972, ISBN 978-0120710409
- The control of eye movements, New York, Academic Press, 1971